# The History of Shogo Hamada "Since1975"
『The History of Shogo Hamada "Since1975"』（ザ・ヒストリー・オブ・ショウゴハマダ・シンス1975）は、2000年11月8日に発売された浜田省吾の1枚目のベスト・アルバム。

## 制作
25年目のキャリアで初となるベスト・アルバムで、「History」というタイトルの通り、25年間の音楽活動を語る上でターニングポイントになった楽曲という基準で、ファンからのリクエストをもとに浜田本人が選曲した全15曲が収録されている。
1986年に発表されたアルバム『J.BOY』から選曲された楽曲は、1999年にリミックスとリアレンジされたバージョンが収録されている。そのため、ブックレットには、オリジナルバージョンが発表された『(1986)』ではなく、リミックスとリアレンジされた『(1999)』と記載されている。また、12曲目の「悲しみは雪のように」は、『(Single Version)』と表記されているが、1992年に発表されたバージョンとはミックスが若干異なっているため、ブックレット『(2000)』と記載されている。

## 記録
浜田の音楽の原点でもあるビートルズのベスト・アルバム『ザ・ビートルズ1』と発売週が重なり、チャート第1位の座を争ったが42万枚を売上、ビートルズを抑え初登場1位を獲得（翌週はビートルズが逆転）。発売6週目で100万枚突破。最終的には123.3万枚の売上を記録。オリコンチャートでは、浜田のアルバムで初めてミリオンセールスとなった。

## 再発売
2006年8月9日に『The Best of Shogo Hamada vol.1』『vol.2』発売と同時に、3面紙ジャケット仕様とセルフ・ライナーノーツ付（オリジナル盤版発売当時の販促用パンフレットの再録）で期間限定再発され、再発盤ながらオリコンチャートで18位を記録した。また、2009年9月2日にはBlu-spec CD仕様の限定発売で再々発され、2021年6月23日に、『SHOGO HAMADA 45th Anniversary "DISCOGRAPHY COLLECTION"』シリーズとして再々々発された。

## 収録曲
| 全作詞・作曲: 浜田省吾。 |                                                                               |           |            |                    |                                                           |      |
| #                        | タイトル                                                                      | 作詞      | 作曲・編曲 | 編曲               | 収録作品                                                  | 時間 |
| 1.                       | 「二人の夏」(Two Of Us In Summer)                                             | 浜田省吾  | 浜田省吾   | 愛奴               | アルバム『AIDO』（愛奴）                                  | 3:45 |
| 2.                       | 「路地裏の少年」(A BOY ON THE BACKSTREET)                                     | 浜田省吾  | 浜田省吾   | 浜田省吾           | アルバム『生まれたところを遠く離れて』                    | 5:02 |
| 3.                       | 「片想い」(ONE-SIDED LOVE)                                                    | 浜田省吾  | 浜田省吾   | 水谷公生           | アルバム『Illumination』                                  | 4:27 |
| 4.                       | 「終りなき疾走」(ALL FOR RUN)                                                 | 浜田省吾  | 浜田省吾   | 水谷公生           | アルバム『Home Bound』                                    | 4:22 |
| 5.                       | 「丘の上の愛」(LOVE ON THE HILL)                                              | 浜田省吾  | 浜田省吾   | 水谷公生           | アルバム『Home Bound』                                    | 5:04 |
| 6.                       | 「ラストショー」(LAST SHOW)                                                   | 浜田省吾  | 浜田省吾   | 水谷公生           | アルバム『愛の世代の前に』                                | 4:28 |
| 7.                       | 「陽のあたる場所」(A PLACE IN THE SUN)                                        | 浜田省吾  | 浜田省吾   | 水谷公生           | アルバム『愛の世代の前に』                                | 4:13 |
| 8.                       | 「MONEY」                                                                     | 浜田省吾  | 浜田省吾   | 町支寛二           | アルバム『DOWN BY THE MAINSTREET』                        | 5:15 |
| 9.                       | 「AMERICA」                                                                   | 浜田省吾  | 浜田省吾   | 町支寛二           | アルバム『J.BOY』                                         | 5:13 |
| 10.                      | 「J.BOY」                                                                     | 浜田省吾  | 浜田省吾   | 板倉雅一, 江澤宏明 | アルバム『J.BOY』                                         | 6:37 |
| 11.                      | 「もうひとつの土曜日」(ANOTHER SATURDAY)                                      | 浜田省吾  | 浜田省吾   | 板倉雅一           | アルバム『J.BOY』                                         | 6:01 |
| 12.                      | 「悲しみは雪のように (Single Version)」(SORROWS FALLING DOWN LIKE SNOWFLAKES) | 浜田省吾  | 浜田省吾   | 星勝               | シングル「悲しみは雪のように」                            | 5:11 |
| 13.                      | 「星の指輪」(STAR RING)                                                       | 浜田省吾  | 浜田省吾   | 星勝, 梁邦彦       | アルバム『その永遠の一秒に 〜The Moment Of The Moment〜』 | 6:11 |
| 14.                      | 「さよならゲーム」(GOOD-BYE TO THE GAME)                                      | 浜田省吾  | 浜田省吾   | 水谷公生           | アルバム『青空の扉 〜THE DOOR FOR THE BLUE SKY〜』        | 3:45 |
| 15.                      | 「青空のゆくえ」(CRY OVER YOU)                                                | 浜田省吾  | 浜田省吾   | 星勝               | アルバム『青空の扉 〜THE DOOR FOR THE BLUE SKY〜』        | 5:51 |
| 合計時間:                | 合計時間:                                                                     | 合計時間: | 合計時間:  | 75:25              |                                                           |      |